# SK-II
SK-II(에스케이투)는 1980년에 출시된 일본의 고급 미용 브랜드이다. 현재 프록터 앤드 갬블에서 소유하고 있으며, 동아시아, 오스트레일리아, 유럽, 북미, 남미에서 프리미엄 스킨 케어 화장품으로 판매, 홍보되고 있다. 김희애, 탕웨이 등이 모델로 활동하고 있다.

## 역사
SK-II는 자연에서 파생된 재료를 찾고 있던 일본의 과학자들에 의해 개발되었다. 사케 양조장을 관찰하고 있을 때, 나이든 노동자들이 주름진 얼굴을 가지고 있었던 반면, 그들의 손은 오랜 기간 동안 발효된 누룩에 손을 담가 부드럽고, 깨끗하며, 젊어 보이는 것을 발견하였다. 많은 연구와 개발 후, 발효를 일으키는 균류가 분리되었다.